# プブリウス・ルピリウス
プブリウス・ルピリウス（ラテン語: Publius Rupilius、生没年不詳）は、紀元前2世紀中期・後期の共和政ローマの政治家・軍人。紀元前132年に執政官（コンスル）を務めた。

## 出自
ルピリウスは過去に高位官職者を出したことがない、無名のプレブス（平民）であるルピリウス氏族の出身である。カピトリヌスのファスティによると、ルピリウスの父も祖父もプラエノーメンはプブリウスである。ルピリウスにはルキウスという名前の弟がおり、紀元前131年または紀元前130年に執政官に立候補したが落選している。

## 経歴
ルピリウスはプブリウス･コルネリウス・スキピオ・アエミリアヌス・アフリカヌス・ヌマンティヌスの友人であり、その政治歴はスキピオ・アエミリアヌスに大きく依存していた。現代の研究者は、ルピリウスが「スキピオ・サークル」の一員であったと考えている。このサークルの参加者は、ギリシア文化への尊敬と穏健な政治改革思想で結ばれていた。
執政官就任年とウィッリウス法の要求事項から、ルピリウスは遅くとも紀元前135年にはプラエトル（法務官）を務めたはずである。紀元前132年にルピリウスは執政官に就任する。同僚執政官は、同じくプレブスのプブリウス・ポピッリウス・ラエナスであった。元老院は前年（紀元前133年）に殺害されたグラックス兄の活動を調査し、その支持者を処罰するための特別委員会を結成した。この委員会は両執政官が中心となったが、極端な残虐性を示し、多くの者に死刑や追放を宣告したため、ほぼ全市民から憎悪された。
同年、ルピリウスは奴隷の反乱（第一次奴隷戦争）を鎮圧するためにシキリア属州に出征した。この反乱はすでに数年続いていたが当初はローマに不利で、前任者のルキウス・カルプルニウス・ピソ・フルギが、ようやく最初の勝利を得ていた。ルピリウスは反乱軍の主たる戦略拠点であるタウロメニウムとエンナの要塞を強襲し、20,000以上の反乱奴隷を殺し、反乱の指導者であるエウヌスを捕らえた。ルピリウスは翌年のプロコンスル（前執政官）としてインペリウム（軍事指揮権）を有し、シキリアに留まった。元老院から派遣された特使10人と共に、ルピリウスはシキリアに対する新しい法律であるルピリウス法（Lex Rupilia）を成立させた。ローマに戻ったルピリウスは、この勝利を祝う凱旋式を挙行する栄誉を得た（紀元前131年）。
ルピリウスが死去したときにスキピオ・アエミリアヌス（紀元前129年没）がまだ生きていたことが知られており、したがってその死亡年は紀元前129年以前ということになる。キケロは、弟ルキウスが執政官選挙に落選したことに対する悲観が、その死因であると記している。

## 子孫
ルピリウスには娘が一人おり、シキリアでルピリウスの部下として戦ったクィントゥス・ファビウスという人物と結婚している。おそらくこの人物はクィントゥス・ファビウス・マクシムス・セルウィリアヌスの息子であろう。ルピリウスにも弟ルキウスにも息子はいなかったようだ。ルピリウス氏族の人物は、共和政時代の記録には登場しない。帝政時代の紀元88年にリボ・ルピリウス・フルギという人物が補充執政官となっており、第16代皇帝マルクス・アウレリウスの曽祖父ともされるが、他のルピリウス氏族との関係は不明である。

## 参考資料

### 古代の資料
- ウァレリウス・マクシムス『有名言行録』
- カピトリヌスのファスティ
- ガイウス・ウェッレイウス・パテルクルス『ローマ世界の歴史』
- オロシウス『異教徒に反論する歴史』
- プルタルコス『対比列伝』
- マルクス・トゥッリウス・キケロ『トゥスクルム荘対談集』
- マルクス・トゥッリウス・キケロ『友情について』

### 研究書
- Trukhina N. Politics and Politics of the "Golden Age" of the Roman Republic. - M .: Publishing house of Moscow State University, 1986 .-- 184 p.
- Broughton R. Magistrates of the Roman Republic. - New York, 1951. - Vol. I. - P. 600.
- Münzer F. Rupilius 4 // Paulys Realencyclopädie der classischen Altertumswissenschaft . - 1914. - Bd. II, 1. - Kol. 1229.
- Münzer F. Rupilius 5 // Paulys Realencyclopädie der classischen Altertumswissenschaft . - 1914. - Bd. II, 1. - Kol. 1229-1230.